# Famille Chaffanjon
Pour les articles homonymes, voir Chaffanjon.
Cette page explique l’histoire ou répertorie les différents membres de la famille Chaffanjon.
La famille Chaffanjon est une famille française, originaire de Villefranche-sur-Saône.
Contrairement à une information recopiée à tort dans les publications, Jean Chaffanjon (1854-1913) n'a aucun lien de parenté avec le médecin Claude Bernard.

## Liens de filiation entre les personnalités notoires
- Jean Chaffanjon (1854-1913), professeur d'histoire naturelle, explorateur. En 1880, il épouse Claudine Maurin (1862-1882) puis, veuf, épouse en secondes noces Blanche Louise Moreau.
  - Jean Chaffanjon (d) (1891-1959), explorateur, géographe et militaire, secrétaire de la Société de géographie de France, décoré de la Médaille militaire, de la Croix de guerre 1914-1918 et de la Croix du combattant.
    - Arnaud Chaffanjon (1929-1992), écrivain et historien.
      - Philippe Chaffanjon (1958-2013), journaliste, directeur général adjoint de Radio France.
        - Charlotte Chaffanjon (d) (1985-), journaliste politique au magazine Le Point, puis au service politique du quotidien Libération en 2021.
        - Camille Chaffanjon (1989-), consultante en communication.

## Hommage
Depuis sa première édition en 2014, le prix Philippe-Chaffanjon (d) récompense tous les ans au printemps deux reportages de terrain, un publié sur un site de presse français et l'autre sur un site de presse haïtien. Il est présidé par Camille Chaffanjon et Florence Aubenas préside le jury.

## Galerie

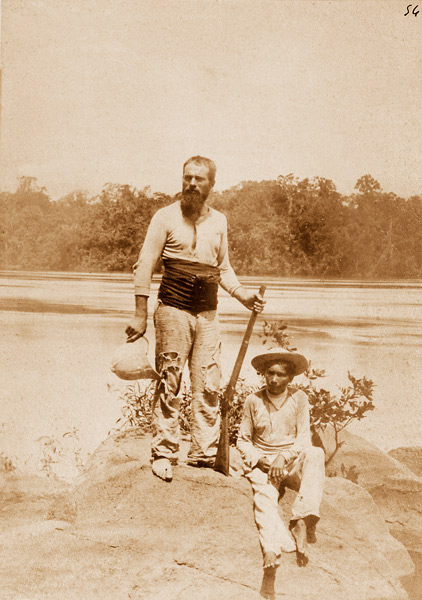
Jean Chaffanjon (1854-1913)
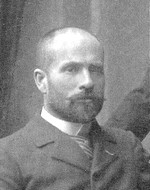
Jean Chaffanjon (1854-1913)